# トルクメンバシ湾
- トルクメンバシ湾
- トゥルクメンバシ湾
- テュルクメンバシュ湾

トルクメンバシ湾（英語: Türkmenbaşy Gulf, トルクメン語: Türkmenbaşy aýlagy, ロシア語: залив Туркменбашы）は、トルクメニスタン西部にあるカスピ海の湾。トルクメンバシ市の旧名に因みクラスノボツク湾（英語: Krasnovodsk Gulf, ロシア語: залив Красноводск）とも言う。

## 概要
カスピ海の東側、北のトルクメンバシ半島と南のチェレケン半島に挟まれた部分である。
湾内にはカスピカイアザラシ、ロシアチョウザメなどの動物が生息しており、マミジロゲリ、カオジロオタテガモ、カリガネなどの多くの水鳥が越冬のために訪れる。1968年にハザール州立自然保護区の一部となり、2008年には「トルクメンバシ湾（Turkmenbashy Bay）」としてラムサール条約に登録された。

## 歴史
1719年から1727年にかけてカスピ海を探検したフョードル・イワノビッチ・ソイモノフによって初めて正確な地図が作成された。トルクメンバシ湾は、当時の地図にはバルカン湾（Balkan Gulf）やバルチャン湾（Balchan Gulf）として記載されており、非常に深いと考えられていた。

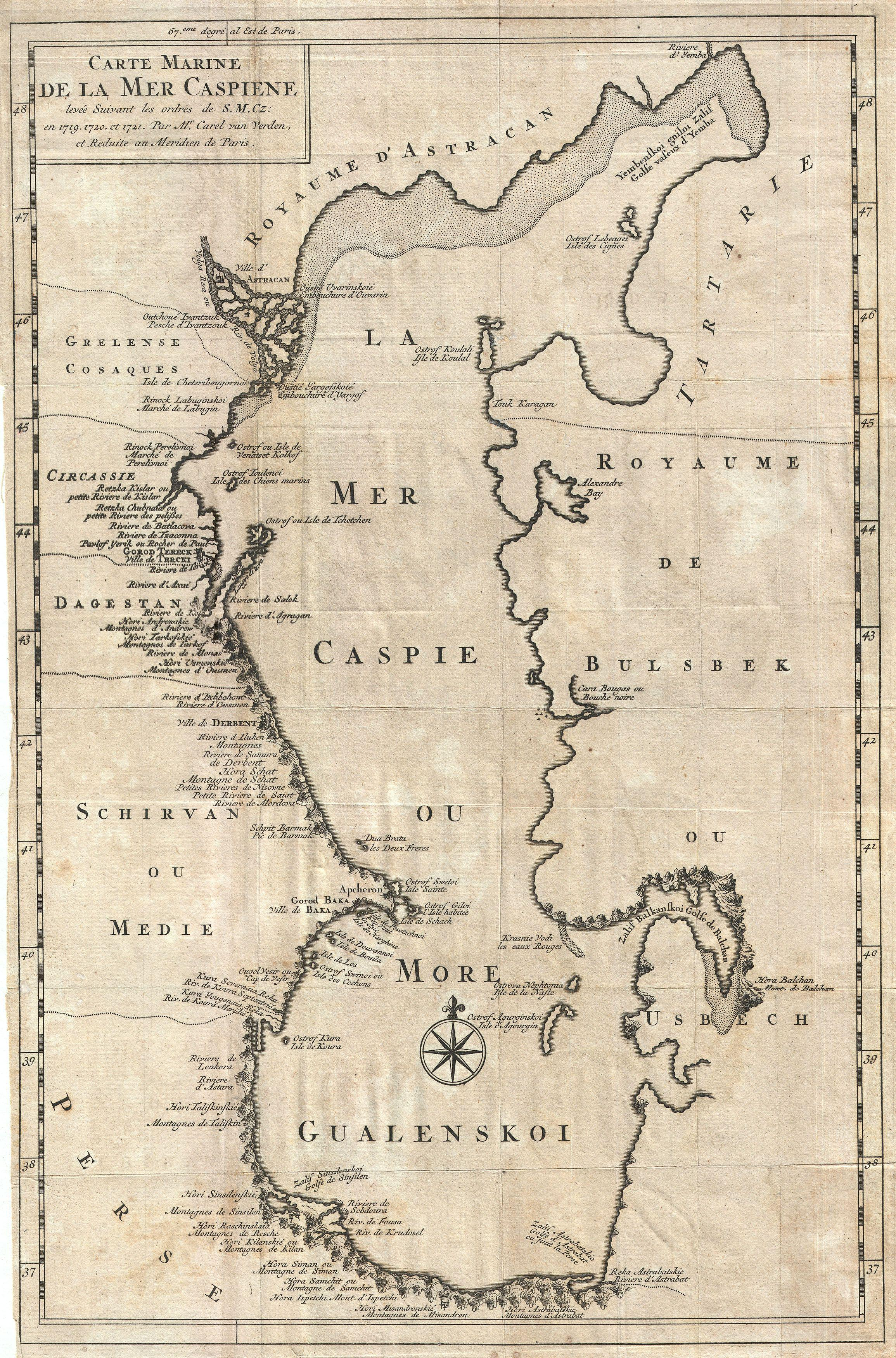
1721年に作成されたカスピ海周辺の地図。右下の陸地に深く切り込むようにトルクメンバシ湾が描かれている